# Scrophularia schiraziana
Scrophularia schiraziana är en flenörtsväxtart som beskrevs av Farideh Attar och Hatami. Scrophularia schiraziana ingår i släktet flenörter, och familjen flenörtsväxter. Inga underarter finns listade i Catalogue of Life.